# Jean Aerts
Jean Aerts (Laeken, 8 de septiembre de 1907 - Brujas, 15 de junio de 1992) fue un ciclista belga que fue profesional entre 1929 y 1943. Durante estos años conseguirá 50 victorias, entre ellos dos Campeonatos del Mundo de ciclismo, un de ellos en categoría amateur y 12 etapas en el Tour de Francia.

## Palmarés
| 1927 - Campeón del mundo amateur 1929 - 5 etapas de la Volta a Cataluña 1930 - 1 etapa del Tour de Francia 1931 - París-Bruselas 1932 - 1 etapa del Tour de Francia | 1933 - Vuelta a Bélgica, más 3 etapas - 6 etapas del Tour de Francia - 1 etapa en la París-Niza 1934 - 1 etapa en la Vuelta a Suiza 1935 - Campeonato del Mundo en Ruta - 4 etapas en el Tour de Francia 1936 - Campeón de Bélgica en ruta |

## Resultados en las Grandes Vueltas y Campeonatos del Mundo
| Carrera         | Carrera         | 1928 | 1929 | 1930 | 1931 | 1932 | 1933 | 1934 | 1935 | 1936 | 1937 | 1938 | 1939 | 1940 | 1941 | 1942 | 1943 |
| --------------- | --------------- | ---- | ---- | ---- | ---- | ---- | ---- | ---- | ---- | ---- | ---- | ---- | ---- | ---- | ---- | ---- | ---- |
|                 | Giro de Italia  | —    | —    | —    | Ab.  | —    | —    | —    | —    | —    | —    | —    | —    | —    | X    | X    | X    |
|                 | Tour de Francia | —    | Ab.  | Ab.  | —    | 13.º | 9.º  | —    | 29.º | —    | —    | —    | —    | X    | X    | X    | X    |
|                 | Vuelta a España | X    | X    | X    | X    | X    | X    | X    | —    | —    | X    | X    | X    | X    | —    | —    | X    |
| Mundial en Ruta | Mundial en Ruta | —    | —    | —    | —    | —    | —    | —    | 1.º  | Ab.  | —    | —    | X    | X    | X    | X    | X    |

-: no participa 

Ab.: abandono 